# Південно-центральний регіон Болгарії
Південно-центральний регіон (болг. Южен централен район за планиране) — один з шести статистичних регіонів Болгарії, т. зв. регіонів планування (не є складовою адміністративного поділу країни). Центр — місто Пловдив. 